# 予科
予科（よか、旧字体：豫科）とは、学校などにおいて本科へ進む前の予備教育課程のことである。教育制度に組み込まれている点で予備校などとは区別される。
日本において予科は明治時代から第二次世界大戦後に学制改革が行われるまでの旧制学校にみられた。
学制改革後では、各種学校である宝塚音楽学校などに予科の名称が残る。

## 日本の旧制学校
- 陸軍地方幼年学校（陸軍中央幼年学校及び陸軍予科士官学校の予科）
- 大学予科
- 師範学校予科
（第二次）師範教育令（1943年3月8日制定）第3条に師範学校男子部・女子部のそれぞれに「本科及予科ヲ置ク」とあり、第4条では予科の修業年限を2年と定め、第10条では「本科ニ入学スルコトヲ得ル者ハ当該学校予科ヲ修了シタル者」とあり、本科すなわち師範学校に入学する準備段階であるとし、また予科に入学し得る者は国民学校高等科を修了したまたは同等以上の学力ありと認められた者としている。
- 高等師範学校予科
- 女子高等師範学校予科
- 青年師範学校予科
- 実業学校予科
実業学校令に基づき制定された工業学校規程・農業学校規程・商業学校規程・商船学校規程（いずれも1899年2月25日制定）において、工業学校・甲種農業学校・甲種商業学校・（甲種・乙種を問わず）商船学校に就業年限2年以内の予科を設置することが認められた。
- 旧制中学校予科　
（第二次）中学校令第9条第3項（1919年2月7日改正）に「中学校ニハ特別ナル必要アル場合ニ於テ予科ヲ置クコトヲ得」とあり、10条に「中学校ニ入学スルコトヲ得ル者ハ当該学校予科ヲ修了シタル者（省略）」とあって、すなわち中学校に入学する準備段階である。中学校令施行規則では予科の修業年限を2年と定め、学科目、教授の要旨およびその程度ならびに毎週教授時数に関しては小学校令が定める規定が準用された。予科第1学年に入学し得る者は尋常小学校第4学年の課程を修了した者または年齢10年以上でこれと同等以上の学力を有する者である。
- 旧制高等学校予科
（第二次）高等学校令（1918年12月7日制定）第10条によれば「高等学校ニハ特別ナル必要アル場合ニ於テ予科ヲ置クコト」ができ、ただし、その高等学校は高等科3年、尋常科4年の課程を併有するべきものとされた。高等学校規程第57条には「高等学校ノ予科ニ関シテハ中学校令施行規則の規定ヲ準用ス」とあり、39条には「当該高等学校ノ予科ヲ修了シタル者ハ其ノ他ノ志願者ニ先チ之ヲ尋常科ニ入学セシムヘシ」とあり、すなわち尋常科に入学する準備段階である。
- 旧制専門学校予科
専門学校令（1903年3月27日制定）第7条は専門学校に予科を置くことを認め、その規程は8条によれば官立では文部大臣、公立では管理者、私立では設立者が文部大臣の認可を経て定める。したがって入学資格、修業年限、学科課程などについて画一的な規程は定められていない。いずれの予科であれ当該専門学校の準備段階であることは同じである。

## アメリカ合衆国
アメリカ合衆国の教育においてはプレップ校（Prep, University-preparatory school）が存在し、アイビー・リーグなどの名門大学入学を目的とする中等教育レベルの学校である。
名門プレップ校グループには以下が挙げられる。
- Ivy Preparatory School League
- Independent School League
- Founders League

## フランス
フランスの教育においては予備大学（CPGE, グランゼコール準備学級）が存在し、グランゼコール入学選抜試験への準備過程である。ISCED-5Aに位置づけれる。

## ドイツ
ドイツの教育においてはギムナジウムが存在する。